# Frank McAvennie
Francis ("Frank") McAvennie (Glasgow, 22 november 1959) is een voormalig voetballer uit Schotland. Hij speelde doorgaans als centrumspits. In eigen land speelde hij voor Celtic en St. Mirren. Daarnaast was hij actief in Engeland, waar hij vooral uitkwam voor West Ham United.
McAvennie is een 5-voudig Schots international en scoorde tegen Australië op 20 november 1985, een 2-0 zege voor de Schotten.
McAvennie maakte deel uit van de selectie op het WK voetbal 1986 te Mexico, waar hij twee duels speelde. Hij was als speler berucht om zijn losbandige levensstijl.

## Biografie
McAvennie begon zijn professionele loopbaan bij het Schotse St. Mirren. Na vijf seizoenen, waarin hij 48 maal scoorde, verkaste hij naar het Engelse West Ham United. McAvennie werd een belangrijke speler voor The Hammers. Met zijn aanvalspartner Tony Cottee vormde hij medio jaren 80 t/m eind jaren 80 even een van de gevaarlijkste duo's die op Engelse velden was te vinden. McAvennie zou in twee seizoenen bij de club 33 maal de weg naar doel vinden. Zijn tweede periode bij de club, van 1989 tot 1992, was ook succesvol. McAvennie scoorde minder dan voordien (16), maar was opnieuw belangrijk met zijn doelpunten. West Ham eindigde een aantal keer hoog in de klassering toen hij er speelde. McAvennie vertrok in augustus 1987 naar Celtic, waar hij een dubbel pakte met de Scottish Premier Division en de Scottish Cup in 1988. 
McAvennie verliet West Ham United een tweede keer in 1992, na onder meer het slachtoffer te zijn geweest van een open beenbreuk op 19 augustus 1989 na een zware tackle van Stoke City-speler Chris Kamara. Zijn nieuwe club werd Aston Villa, maar zijn avontuur in Birmingham was geen lang leven beschoren. Ron Atkinson, toenmalig manager van Aston Villa, stelde hem namelijk nauwelijks op. Tijdens de eerste maanden van de jaargang 1992/1993 werd McAvennie slechts drie keer gebruikt door Atkinson omdat Dean Saunders en Dalian Atkinson het zeer goed deden en als onvervangbaar werden gezien, wat hem ertoe aanzette de club reeds in de winterperiode te verlaten.
McAvennie speelde voor vijf clubs in 1992. Vooreerst verhuisde hij naar Noord-Ierland, waar hij onderdak vond bij Cliftonville. Hij speelde geen minuut en vertrok naar China, waar McAvennie zijn carrière vervolgde bij South China AA. Na enkele maanden verliet hij China en keerde terug naar het Verenigd Koninkrijk. Hij was opnieuw van waarde bij Celtic, waar hij nog eens een positieve tijd doormaakte. McAvennie scoorde tien keer in de competitie van 1992 tot 1994. Hij verdween echter weer uit beeld en in 1994 werd hij door Celtic verhuurd aan Swindon Town. Nog dat jaar stond hij onder contract bij Falkirk en oude liefde St. Mirren, waar hij in 1995 zijn carrière beëindigde.

## Erelijst
| Competitie                |        |         |
| Competitie                | Aantal | Jaren   |
| Celtic                    | Celtic | Celtic  |
| ------------------------- | ------ | ------- |
| Schots landskampioenschap | 1×     | 1987/88 |
| Scottish Cup              | 1×     | 1987/88 |